# Gran Premio di Bordeaux 1951
Il Gran Premio di Bordeaux 1951 è stata una gara di Formula 1 extra-campionato mondiale tenutasi il 29 aprile 1951 a Bordeaux in Francia. La corsa è stata vinta dal francese Louis Rosier al volante di una Talbot-Lago T26C

## Gara

### Risultati
| Pos | Nr | Pilota                | Vettura           | Giri | Tempo/Ritiro  |
| --- | -- | --------------------- | ----------------- | ---- | ------------- |
| 1   | 14 | Louis Rosier          | Talbot-Lago T26C  | 123  | 3:07:11.3     |
| 2   | 22 | Rudolf Fischer        | Ferrari 212       | 123  | + 1'09.0      |
| 3   | 26 | Peter Whitehead       | Ferrari 125       | 121  | + 2 giri      |
| 4   | 28 | Prince Bira           | Maserati 4CLT/48  | 119  | + 4 giri      |
| 5   | 4  | Maurice Trintignant   | Simca-Gordini T15 | 117  | + 6 giri      |
| 6   | 16 | Henri Louveau         | Talbot-Lago T26GS | 116  | + 7 giri      |
| 7   | 30 | Louis Chiron          | HWM-Alta          | 114  | + 9 giri      |
| NC  | 24 | Pierre Staechelin     | Ferrari 166S      | 106  | + 17 giri     |
| Rit | 28 | André Simon           | Simca-Gordini T15 | 76   | Pompa benzina |
| Rit | 18 | Yves Giraud-Cabantous | Talbot-Lago T26C  | ?    | Cambio        |
| Rit | 20 | Lance Macklin         | HWM-Alta          | ?    | Carburatori   |
| Rit | 2  | Giuseppe Farina       | Maserati 4CLT/50  | 46   | Compressore   |
| Rit | 6  | Robert Manzon         | Simca-Gordini T15 | ?    | Guarnizione   |
| Rit | 12 | Harry Schell          | Maserati 4CLT/48  | 4    | ?             |
| Rit | 10 | Toulo de Graffenried  | Maserati 4CLT/48  | 0    | ?             |
| NA  | 32 | Toni Branca           | Maserati 4CLT/48  | -    | Non arrivato  |